# Overheadprojektor

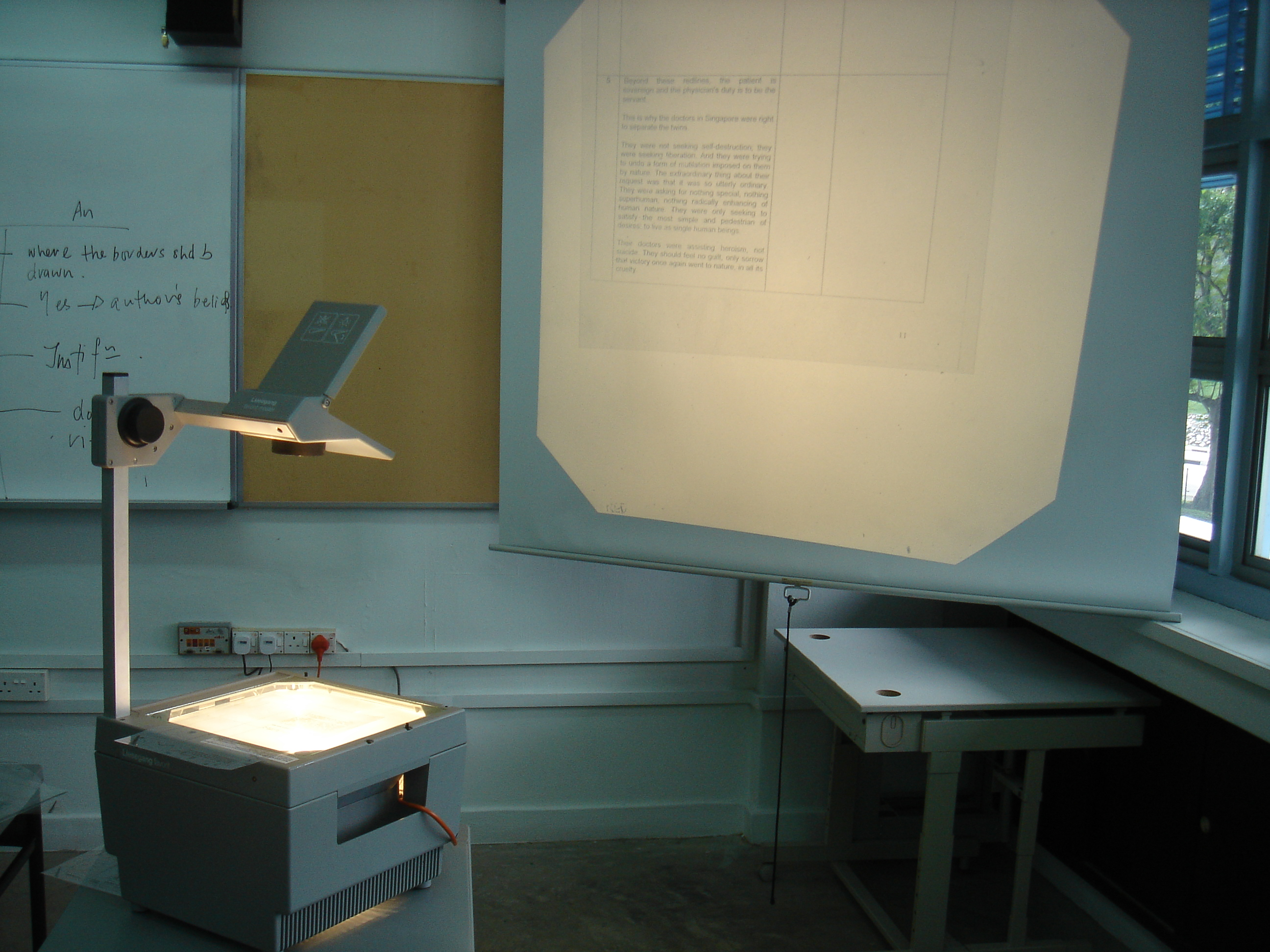
Overheadprojektor under en lektion.

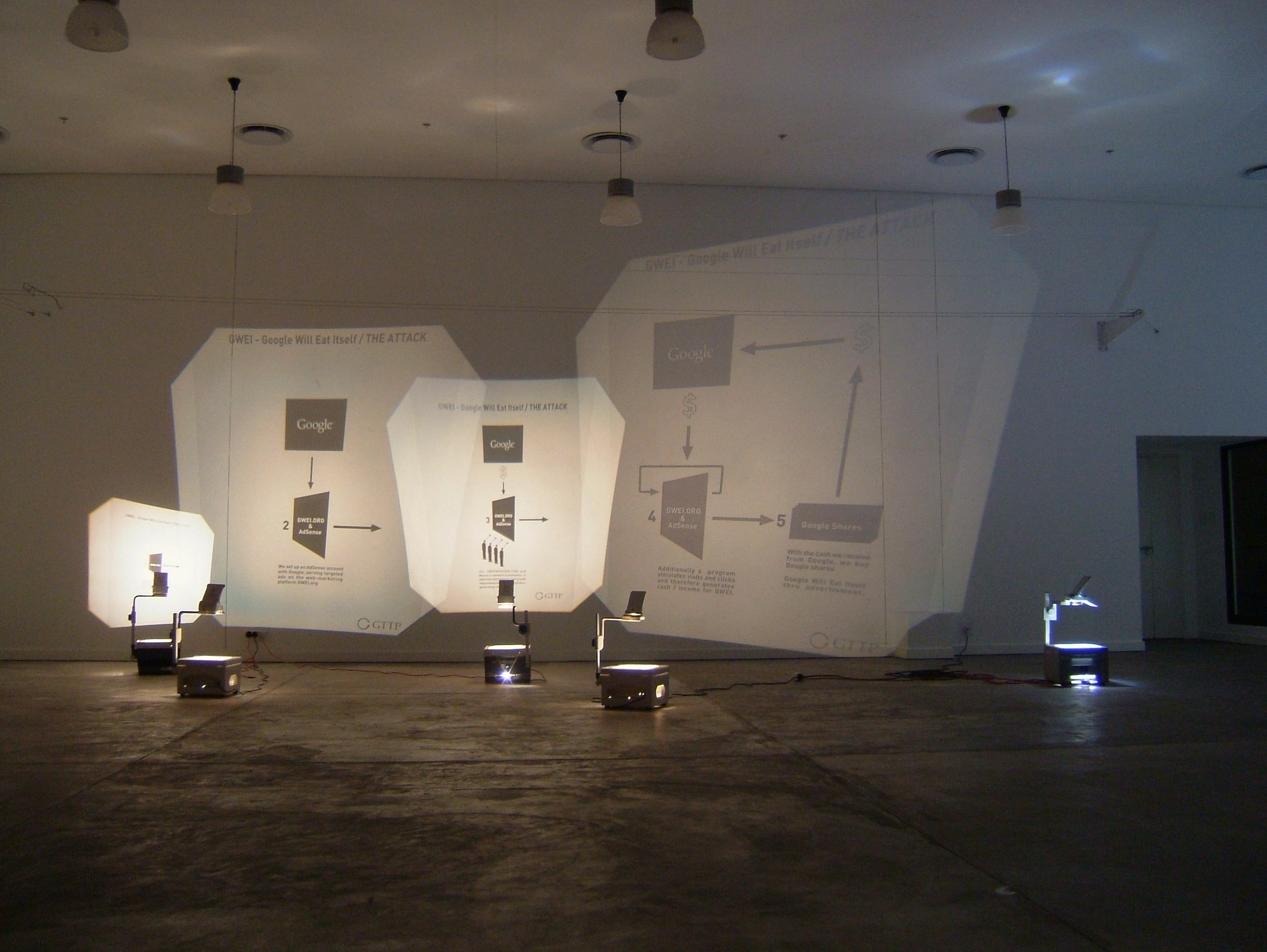
Konstutställning med OH-projektorer.

Overheadprojektor, OH-projektor, stordiaprojektor eller arbetsprojektor, är en apparat för projektion av transparenta bilder på projektorduk eller liknande och som initialt fungerade som ett modernare komplement till svarta tavlan. Fördelen med OH-projektor framför till exempel diabilder och tidigare även datorprojektor är möjligheten att man kan rita och skriva på bilderna samtidigt som de visas.
Namnet overhead kommer sig av att föreläsaren kan stå eller sitta vänd mot publiken, och bilden visas på en projektorduk ovanför föreläsarens huvud på väggen bakom.
Den lins som används i en overheadprojektor kallas Fresnel-lins.
Den nedre delen av den projicerade bilden blir lite mindre än den övre delen. Detta åtgärdas enkelt genom att projektordukens nedre del genom en fästanordning sätts fast lite längre från projektorn än projektordukens övre del (vilket inte gjorts på bilderna här intill).
Under 50-talet fick projektorn sitt stora genombrott och användes framförallt mycket till undervisning. I och med teknikutvecklingen under 90-talet, främst med projektorer kopplade till datorer, så minskade användandet av OH-projektorer.